# Camillo Renato
Camillo Renato (latinisiert: Camillius Siculus; * um 1500 in Palermo; † 1575 in Caspano bei Traona, Veltlin) war ein Franziskaner, katholischer Theologe, später evangelischer Lehrer und antitrinitarischer Täufer aus Italien, der vorwiegend im Veltlin wirkte.

## Leben und Werk
Renato wurde um 1500 unter dem Namen Paolo Ricci in Palermo geboren und war auch unter dem Lisia(s) Fileno oder Fileno Lunardi bekannt. Er trat als junger Mann den Franziskanern bei und studierte Theologie in Padua, Venedig und Ferrara, wo er sich mit Celio Secondo Curione befreundet hatte. Um 1525 wurde er von der Nunziatur von Altobello Averoldi verhört und freigesprochen. Nach 1530 kam er in Kontakt mit reformatorischen Ideen und nahm an reformatorischen Treffen in Neapel teil. Später wechselte er mehrfach seine Wohnorte, so siedelte er unter anderem in Padua, Venedig, Modena und 1538 schließlich in Bologna. Er argumentierte schriftstellerisch für reformatorische Positionen. Im Jahr 1540 wurde er in Ferrara von der katholischen Inquisition unter dem Vorwurf der lutherischen Häresie inhaftiert, zu lebenslanger Haft verurteilt und zum Abschwören seiner reformatorischen Anschauungen gezwungen.
1542 konnte er aus dem Gefängnis fliehen; zusammen mit Celio Secondo Curione verließ er 1542 Italien und übersiedelte in das damals graubündische Veltlin. In Caspano, Traona und Vicosoprano war er als Lehrer tätig. In der Zeit vor 1545 nahm er den Namen Camillo Renato an, was ein Ausdruck seines theologischen Bruchs mit der Kindertaufe und auch ein Hinweis auf seine Förderin und Befreierin Renata von Ferrara gewesen sein könnte.
Ab 1547 verbreitete er in Chiavenna in der dortigen reformierten Gemeinde bald täuferische und antitrinitarische Ideen, über die er unter anderem mit Heinrich Bullinger in Konflikt geriet. Der Aufforderung 1547 auf einer reformierten Synode zu erscheinen, um den Dissens auszuräumen, kam Renato nicht nach. Auch dem vom evangelischen Pfarrer Agostino Mainardi in Chiavenna vorgelegten reformierten Glaubensbekenntnis verweigerte Renato seine Unterschrift. Als Folge wurde er 1550 aus der reformierten Kirche exkommuniziert. Bereits 1551, ein Jahr später, unterschrieb Renato ein solches Bekenntnis und schwor somit seinen täuferisch-antitrinitarischen Anschauungen, die beispielsweise die Trinität und die Sakramente betrafen, ab, vermutlich um einer Ausweisung zu entgehen.
1552 reiste er nach Bergamo, wo er verhaftet wurde. Die venezianischen Behörden gaben ihn trotz eines Auslieferungsgesuchs von Rom frei, das von der Nunziatur Ludovico Beccadelli kam. Um 1570 siedelte er noch im Veltlin nach Caspano oberhalb Traona über, wo er als Lehrer wirken konnte. Schriftstellerisch trat er kaum noch in Erscheinung; eine Ausnahme bildete 1554 ein längeres Gedicht in lateinischer Sprache De injusto Serveti incendio, in dem er sich deutlich gegen die ungerechte Verurteilung und Ermordung Michael Servets in Genf wandte. Im Alter erblindete Renato und starb 1575 im Dorf Caspano.

## Lehre
Renatos Bedeutung besteht vor allem in seinem Einfluss auf die theologische Entwicklung des ebenfalls aus Italien stammenden unitarischen Theologen Lelio Sozzini. Zudem stellt Renato ein Beispiel für die Verbindung von täuferischen und unitarischen Ideen dar. Für Renato besaßen zum Beispiel Abendmahl und Taufe keinen sakramentalen Charakter. Das Abendmahl fasste er als symbolhaftes Erinnerungsmahl auf, und die Taufe stellte für ihn ein individuelles Bekenntnis zum Glauben dar. Mit diesen spiritualistischen Positionen wandte er sich sowohl gegen die katholische als auch gegen die lutherische und reformierte Kirche. Er vertrat auch den psicopannichilismo, der besagt, dass die Seelen nach dem Tod (zuerst) schlafen würden.

## Werke
- Trattato del Battesimo e della Santa Cena, 1547
- De injusto Serveti incendio, 1554
- Opere. Documenti e testimonianze a cura di Antonio Rotondò, Florenz und Chicago 1968 (Corpus reformatorum italicorum), darin: Carmina (1538–1540), Apologia (1540), Trattato del battesimo e della santa cena (1547), Certa in symbolum professio ad Fridericum Salicem (1648), In Ioannem Calvinum de iniusto Michaelis Serveti incendio (1554), Carteggio (1542–1549)